# Välfärdsutskottet

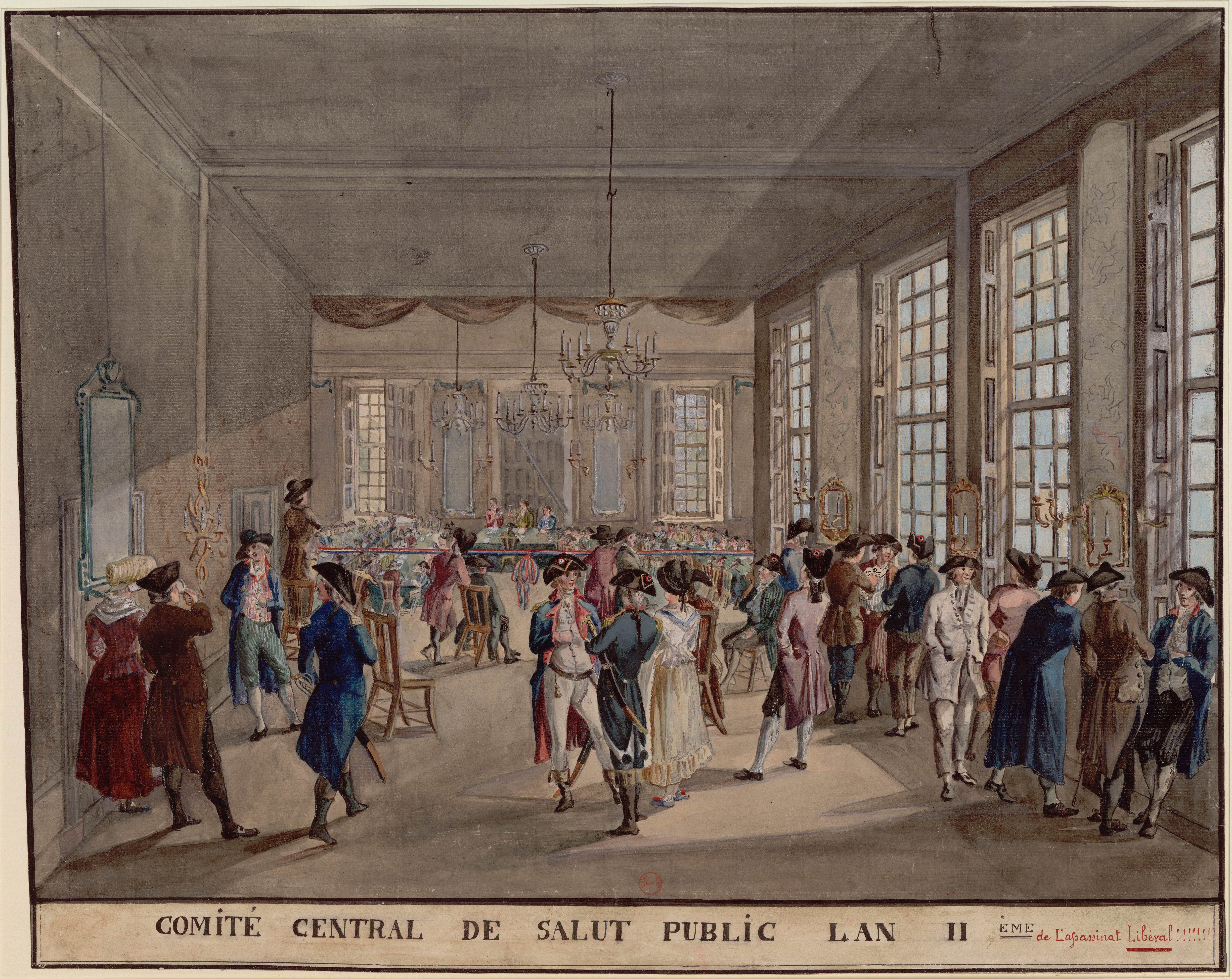
Comité de Salut public

Välfärdsutskottet (Comité de Salut Public, "Kommittén för allmän säkerhet") var ett speciellt utskott i det franska nationalkonventet (parlamentet) upprättat 6 april 1793 som allmänpolitiskt redskap för att lösa första republikens många problem.
Utskottets nio, senare tolv medlemmar utsågs av konventet för mandat om en månad var, utan begränsningar för omval. Maximilien de Robespierre invaldes som representant för nationalkonventet i Paris den 27 juli 1793 och förblev medlem under det kommande året, då untandagstillstånd infördes och de ultraradikala Hébertisterna och de mer pragmatiska Dantonisterna utmanövrerades och giljotinerades. 
Robespierre störtades från utskottet i en mer eller mindre formell omröstning i konventet 27 juli 1794 i samband med thermidorkrisen och avrättades av en giljotin. Utskottets inflytande begränsades kraftigt då en militärdiktatur i praktiken upprättades under Paul Barras 1794-95, och upplöstes sammanträda sistnämnda år då nationalkonventet ersattes av ett tvåkammarparlament under det så kallade direktoriet.